# Pabellón de Portugal (Exposición Iberoamericana)
El pabellón de Portugal de la Exposición Iberoamericana de Sevilla de 1929 se encuentra en la avenida de El Cid, esquina con la avenida de Portugal. En la actualidad es la sede del consulado de Portugal en esta ciudad.

## Historia
En 1909 se planteó en la ciudad de Sevilla la celebración de una Exposición Hispano-Americana. La participación de Portugal a partir de noviembre de 1922 hizo que la exposición pasara a llamarse Ibero-Americana. El presidente portugués António Óscar de Fragoso Carmona visitó este pabellón, y otros pabellones de la muestra, en octubre de 1929.

## Edificio
En marzo de 1928 se eligió por concurso el proyecto arquitectónico del pabellón. El diseño era de los arquitectos Carlos y Guilherme Rebelo de Andrade.
En su decoración participaron diversos artistas lusos. Los escultores participantes fueron Henrique Moreira, Francisco Franco, Jodo da Silva, Rui Gameiro, Maximiano Alves, Antonio da Costa Mota (tío y sobrino) y César Barreiros. Los pintores (sin contar con los que expusieron cuadros en él) fueron Jorge Barradas, Abel Manta, Joaquim Lopes, Varela Aldemira, Martinho Gomes da Fonseca, Abel Martins, Benvido Ceia, Lino Antonio, Armando de Lucena, Leitáo de Barros, José Joaquim Ramos, Vasco Lucena, Eduardo Romero y Martins Barata junto a su ayudante Batista. De los detalles decorativos de yeso se encargaron José Maior y Manuel Joaquím Pinto. De los detalles decorativos de cerámica se encargaron Mario Reis, Alves de Sá y Leopoldo Battistini.
Aunque en el proyecto original de los arquitectos Rebelo de Andrade figuraba la colocación de obeliscos en los jardines del pabellón, esto fue sustituido por estatuas de João Gonçalves Zarco, Alfonso de Alburquerque, Vasco de Gama, Enrique el Navegante y Luís de Camões. El pabellón también fue decorado con rielieves y bustos de personajes históricos portugueses. En la actualidad las esculturas se conservan, sobre todo, en Lisboa.

## Galería de imágenes

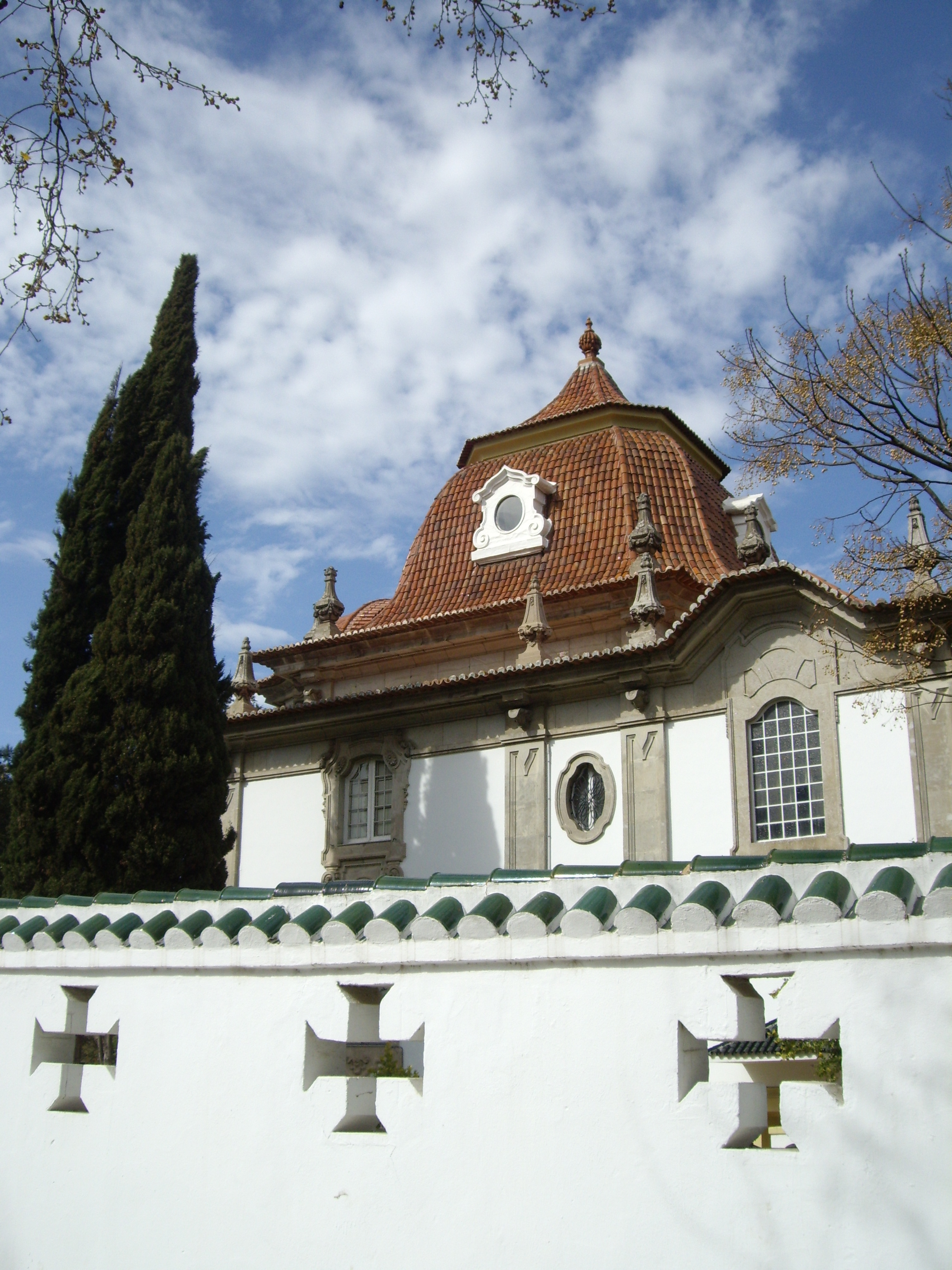
Exterior del pabellón
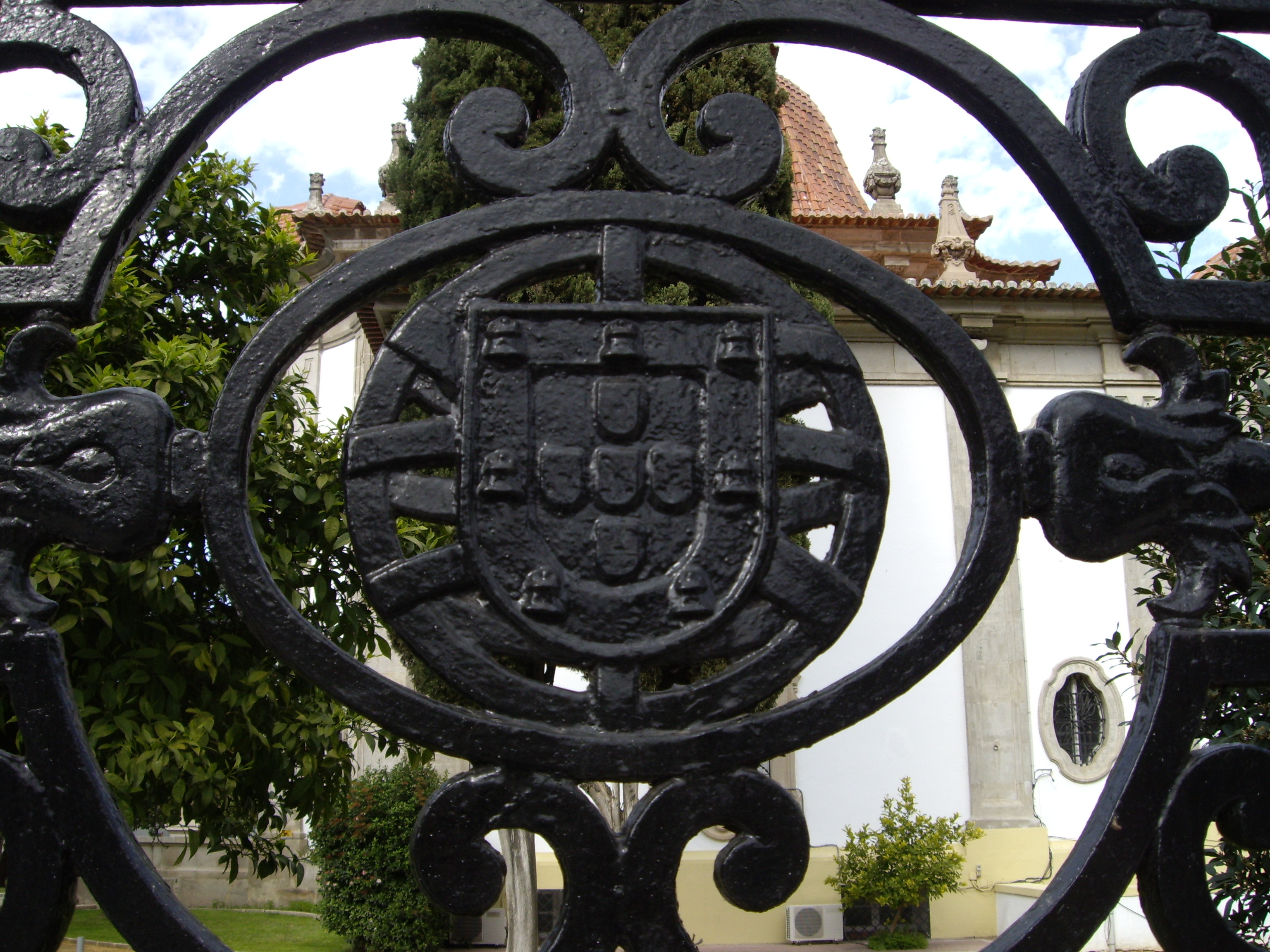
Detalle de la reja del pabellón
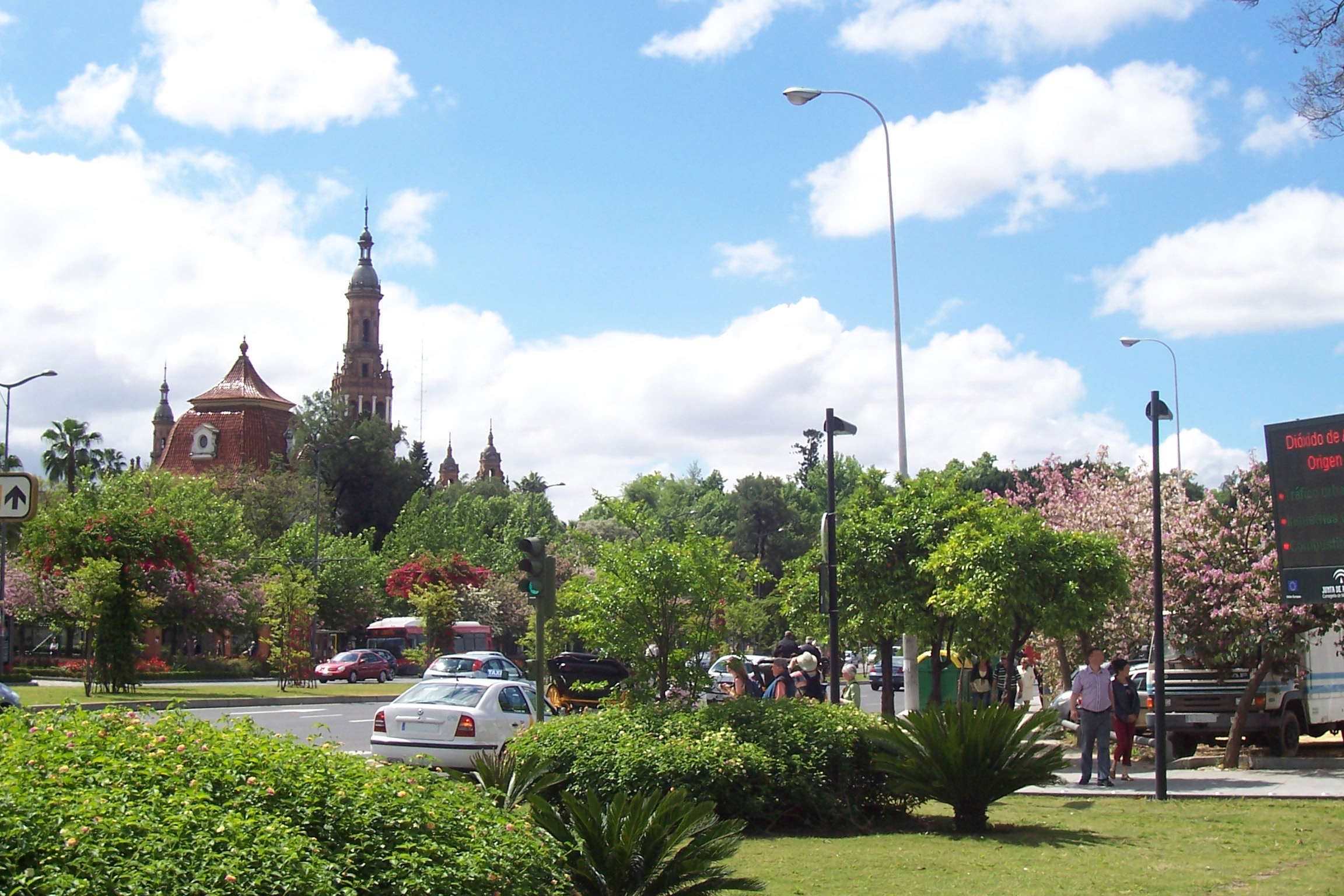
El pabellón desde una avenida
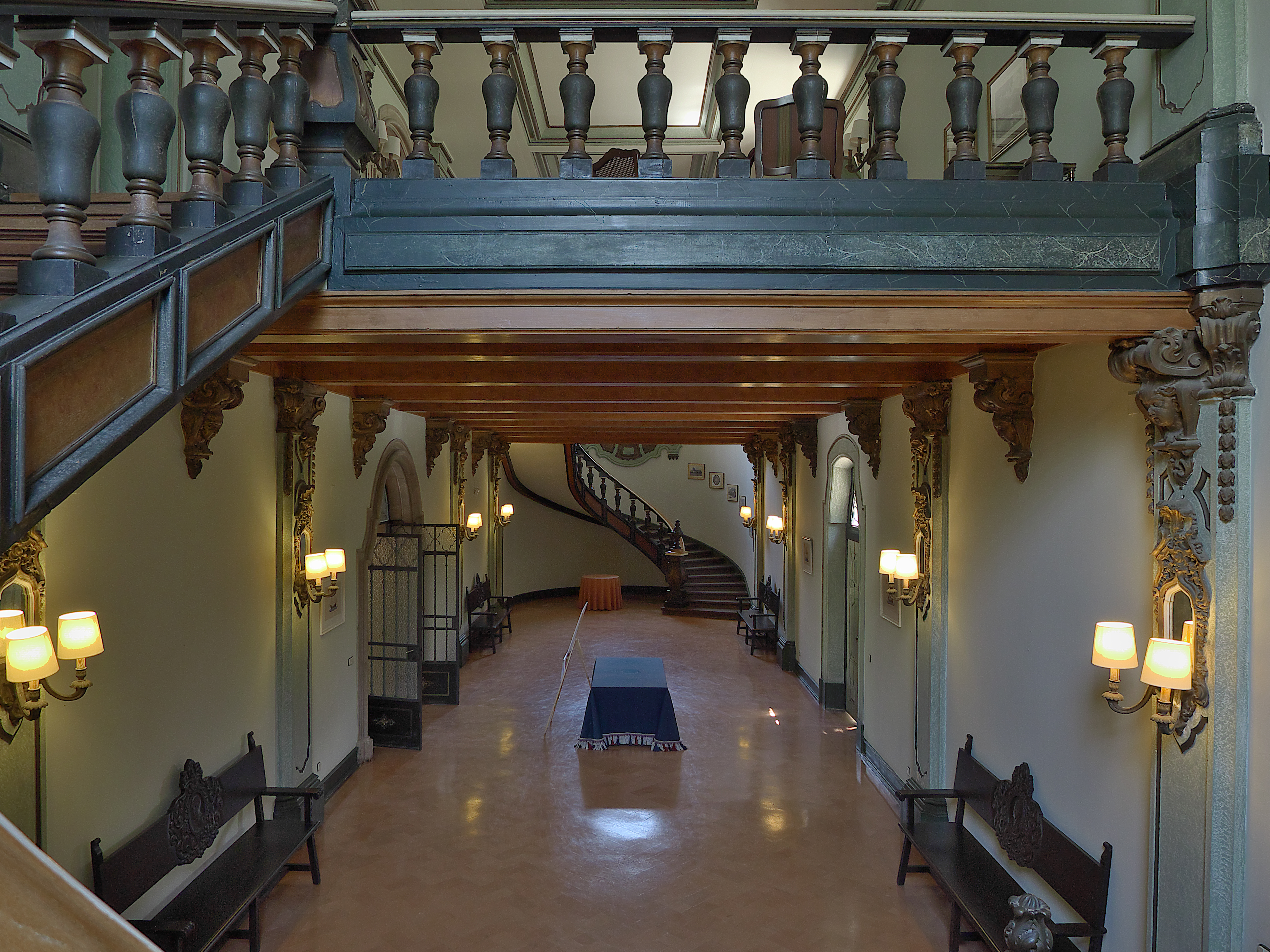
Galería interior
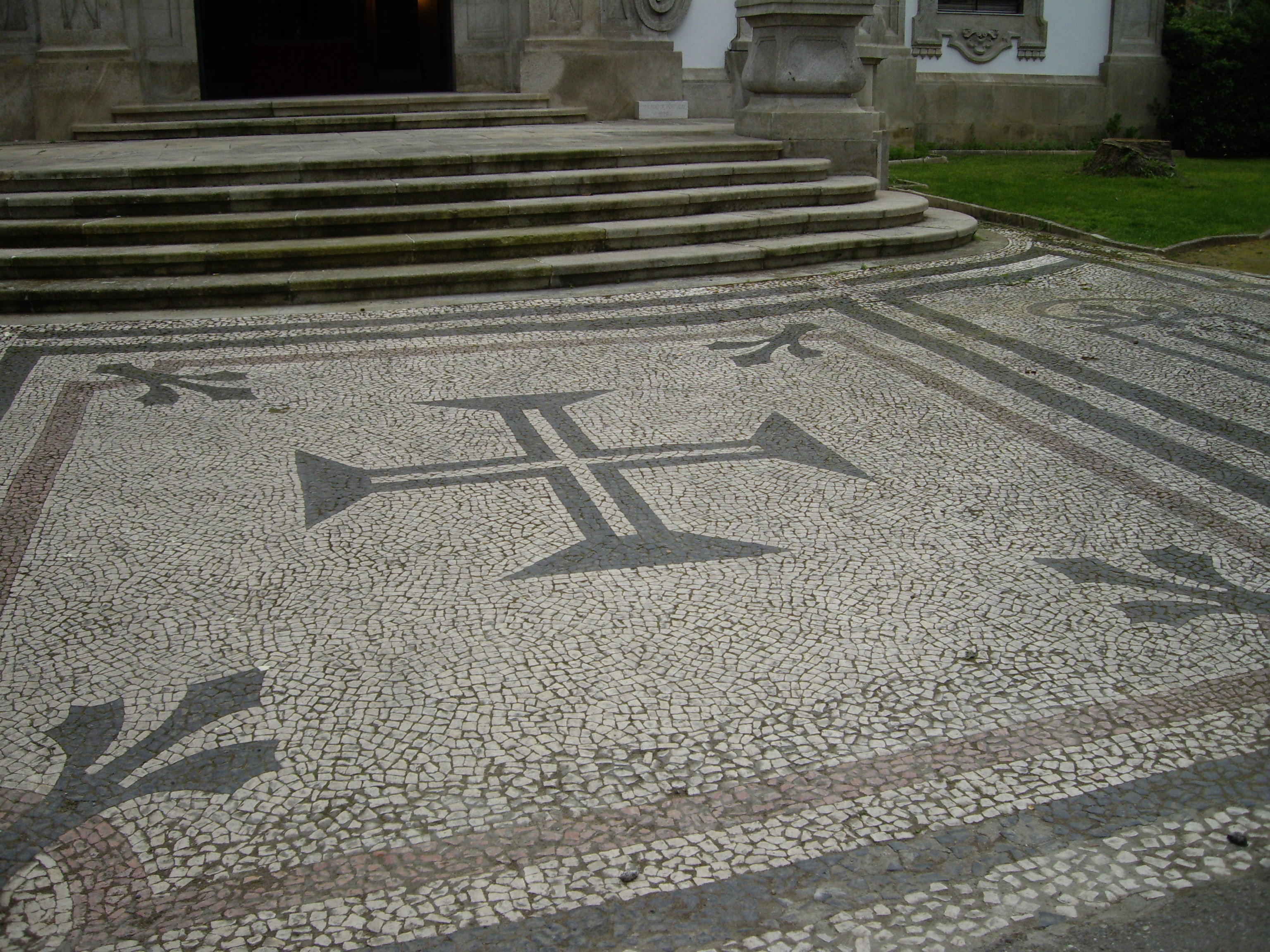
Mosaico con la Cruz de la Orden de Cristo
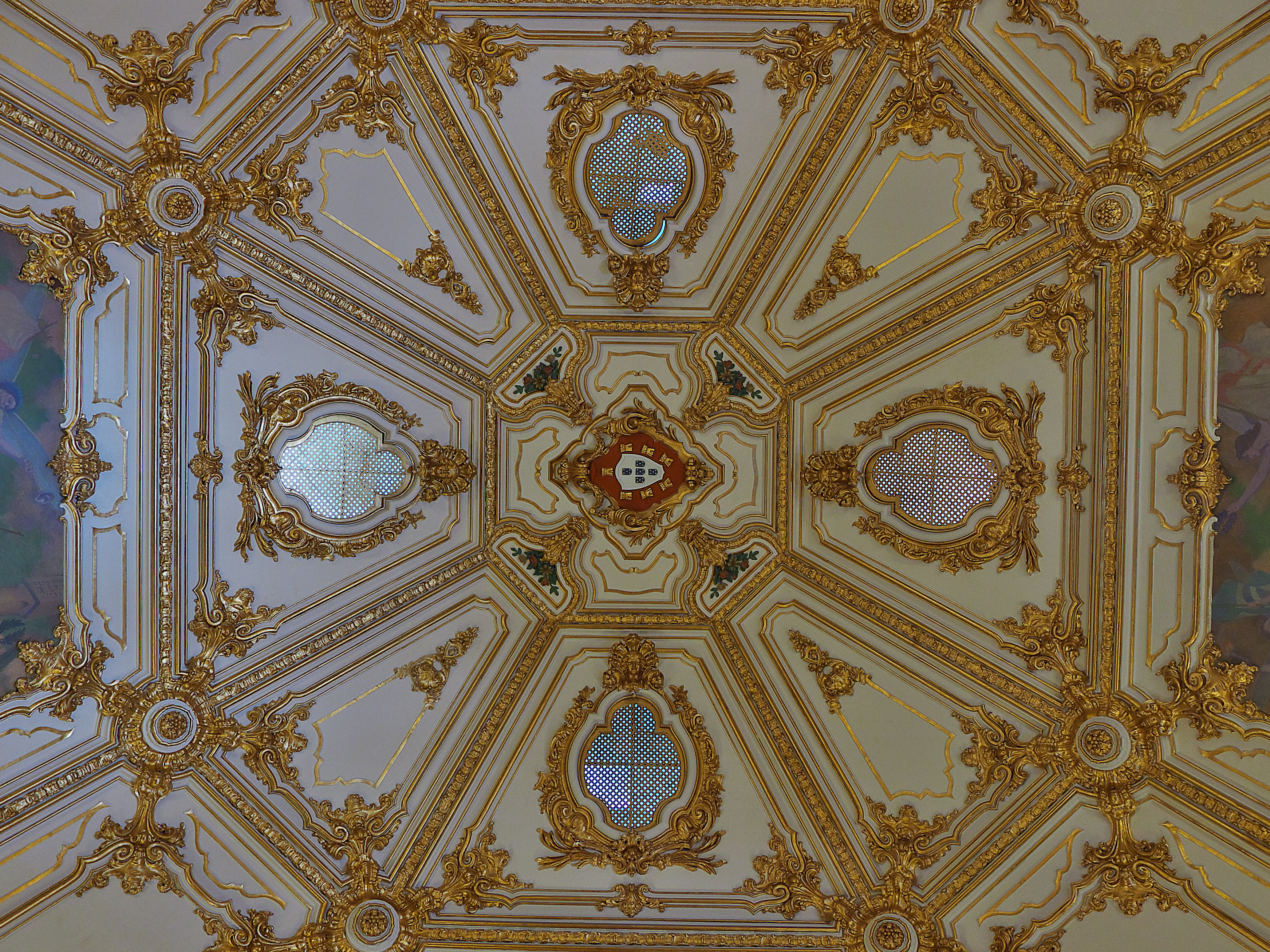
Interior de la cúpula, en el salón noble